# Смарт, Памела
Памела Энн Смарт (англ. Pamela Ann Smart,  род. 16 августа 1967 года; урождённая Воуджас; англ. Wojas) — американская учительница, которая совращала обучающихся, а позже организовала с их помощью убийство собственного мужа. В настоящее время она отбывает пожизненный срок в исправительном учреждении для женщин Бэдфорд-Хиллс в Нью-Йоркском округе Уэстчестер.

## Биография
В 1991 году Памела Смарт была признана виновной в организации убийства мужа и была приговорена к пожизненному заключению без права на досрочное освобождение. Она продолжает отбывать наказание в исправительном центре для женщин «Bedford Hills Correctional Facility for Women» в округе Уэстчестер, штате Нью-Йорк. Смарт является активисткой феминистского движения «Национальная организация для женщин». В 1996 году она подверглась нападению и была серьезно избита двумя своими сокамерницами, в результате ей пришлось вставлять металлическую пластину в левую часть головы.
Периодически Памелла подает иски на руководство и персонал тюрьмы. В 2009 году суд удовлетворил иск Смарт и заключенной Кэролин Вармус в отношении сотрудника охраны исправительного учреждения признав его виновным в домогательствах к заключенным и постановил выплатить им моральную компенсацию размером в 23.375$. В 2002, 2004 и начале  2005 года Смарт пыталась добиться для себя установления минимального срока заключения, после которого она сможет просить о досрочном освобождении, однако в июле того же года суд штата Нью-Йорк отклонил последний поданный заключенной запрос.

## В массовой культуре
- Во втором сезоне сериала «Закон и порядок» (эпизод «Renunciation») было использовано дело Памелы Смарт.
- В фильме «Murder in New Hampshire: The Pamela Wojas Smart Story» использовано дело Памелы Смарт.
- Фильм «За что стоит умереть» частично основан на этой истории.
- Дело Памелы Смарт было взято за основу для эпизода «Fast Times at Buddy Cianci Jr. High» в 4 сезоне мультсериала «Гриффины».
- В фильме «Соблазнение» 2003 упоминается дело Памелы Смарт.